# 8656 Cupressus
8656 Cupressus (1990 QY8) là một tiểu hành tinh vành đai chính được phát hiện ngày 16 tháng 8 năm 1990 bởi E. W. Elst ở Đài thiên văn Nam Âu.